# دولنی دوور
دولنی دوور (به چکی: Dolní Dvůr) یک منطقهٔ مسکونی در جمهوری چک است که در منطقه تروتنوف واقع شده‌است.